# Bokstav
En bokstav är ett element som bygger upp ett skriftsystem. Skriftsystem kan bland annat vara alfabet, abjad, abugida eller stavelseskrift. När man talar om bokstäver som ingående komponenter i ett skriftsystem brukar de associeras med symboler, vilket kan vara språktecken eller glyfer. En bredare term än "bokstav" är grafem. Det används för att beskriva de minsta enheterna i skiftspråket, vilket inkluderar skiljetecken och siffror.

## Etymologi
Ordet bokstav kommer ifrån att bokstäver förr bestod av raka linjer (stavar eller stäver) som ristades in i trä eller andra material. Första halvan av ordets betydelse är mer osäker men det kan vara så att ordet bok från början var samma ord som trädet bok. Virke från bok har mycket raka fibrer och är lätt att klyva i tunna blad med rak och slät yta. Om man ristade dessa stäver på ett stycke bok fick man alltså bok-stäver.

## Bokstavsdesign

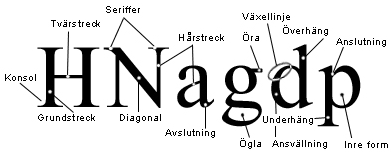
Bokstävernas delar.

Det latinska alfabetet fick sin strama form under romarrikets epok. Under medeltiden utvecklades dekorativa bokstäver i munkarnas scriptorium. Varje skrivare hade sin egen stil, ductus. Särskilt var anfangerna, begynnelsebokstäverna, lämpliga för dekorativt utförande. Berömda illuminerade handskrifter är The Book of Kells och The Book of Durrow. Den islamska kalligrafin gjorde de enskilda bokstäverna till små konstverk. Med boktryckarkonsten kom också de mängder av typsnitt som används i tryckt text. Under sekelskiftets Art Noveau-period vidareutvecklades bokstavskonsten, och togs upp på nytt i slutet av 1960-talet med Noveau Frisco i den psykedeliska affischkonsten. I vår tid är det framförallt graffitimåleriet som har vitaliserat bokstavsdesignen med sin "Wildstyle".

### Bokstävernas anatomi

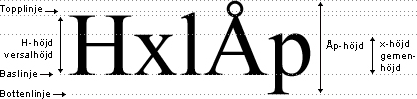
Typografins höjdsystem.

Ett antal olika termer används för att beskriva eller förklara bokstävers delar och deras typografiska uppbyggnad.

## Olika bokstavstyper
Följande alfabet och bokstäver beskrivs i separata artiklar:
Arabiska alfabetet
Kyrilliska alfabetet: А, Б, В, Г, Ґ, Д, Е, Є, Ж, З, И, І, Ї, Й, К, Л, М, Н, О, П, Р, С, Т, У, Ф, Х, Ц, Ч, Ш, Щ, Ю, Я, Ь, Ђ, Љ, Њ, Ћ, Џ
Grekiska alfabetet: Α, Β, Γ, Δ, Ε, Ζ, Η, Θ, Ι, Κ, Λ, Μ, Ν, Ξ, Ο, Π, Ρ, Σ, Τ, Υ, Φ, Χ, Ψ, Ω.
Hebreiska alfabetet: א, ב, ג, ד, ה, ו, ז, ח, ט, י, כ, ל, מ, נ, ס, ע, פ, צ, ק, ר, ש, ת.
Latinska alfabetet: A, B, C, D, E, F, G, H, I, J, K, L, M, N, O, P, Q, R, S, T, U, V, W, X, Y, Z.